# زولوتوخا
زولوتوخا (به لاتین: Zolotukha) یک منطقهٔ مسکونی در روسیه است که در استان آستراخان واقع شده‌است.